# Oscar Threlkeld
Oscar Threlkeld (Bolton, 15 februari 1994) is een Engels voetballer. Hij speelt sinds 2019 voor Salford City FC.

## Biografie
Threlkeld is een jeugdproduct van Bolton Wanderers. Op 26 april 2014 maakte hij tegen Sheffield Wednesday zijn debuut in het eerste elftal van de toenmalige tweedeklasser. Threlkeld kwam echter slechts met mondjesmaat in actie in het eerste elftal, waarop Bolton besloot hem te verhuren aan vierdeklasser Plymouth Argyle FC. Daar kwam Threlkeld wél aan veel speelminuten. Threlkeld kwam op het einde van het seizoen nog drie keer uit voor Bolton, maar in de zomer van 2016 maakte hij definitief de overstap naar Plymouth.
Bij zijn nieuwe start in het Home Park liep het meteen goed voor Threlkeld: hij was opnieuw basisspeler, en bovendien eindigde Plymouth tweede in de League Two waardoor het promoveerde naar de League One. Ook in de League One, waarin Plymouth zich net niet kon plaatsen voor de play-offs voor de promotie, draaide Threlkeld vlot mee.
Op zijn 24e waagde hij zich voor het eerst aan een buitenlands avontuur: Threlkeld trok transfervrij naar de Belgische eersteklasser Waasland-Beveren. Threlkeld kreeg er op speeldag twee en drie van de competitie een basisplaats tegen respectievelijk Standard Luik en AA Gent, maar nadien kwam hij in 2018 niet meer in actie bij de Waaslanders. Tijdens de winter van 2019 werd hij dan ook uitgeleend aan zijn ex-club Plymouth Argyle. Threlkeld keerde uiteindelijk niet terug naar België en maakte in 2019 de definitieve overstap naar Salford City FC.

## Clubstatistieken
| Seizoen | Club                 | Competitie      | Competitie | Competitie | Beker | Beker | Internationaal | Internationaal | Totaal | Totaal |
| Seizoen | Club                 | Competitie      | Wed.       | Dlp.       | Wed.  | Dlp.  | Wed.           | Dlp.           | Wed.   | Dlp.   |
| ------- | -------------------- | --------------- | ---------- | ---------- | ----- | ----- | -------------- | -------------- | ------ | ------ |
| 2013/14 | Bolton Wanderers     | Championship    | 2          | 0          | 0     | 0     | —              | —              | 2      | 0      |
| 2014/15 | Bolton Wanderers     | Championship    | 4          | 0          | 2     | 0     | —              | —              | 6      | 0      |
| 2015/16 | Bolton Wanderers     | Championship    | 3          | 0          | 0     | 0     | —              | —              | 3      | 0      |
| 2015/16 | → Plymouth Argyle FC | League Two      | 25         | 1          | 1     | 0     | —              | —              | 26     | 1      |
| 2016/17 | Plymouth Argyle FC   | League Two      | 36         | 2          | 5     | 0     | —              | —              | 41     | 2      |
| 2017/18 | Plymouth Argyle FC   | League One      | 24         | 0          | 1     | 0     | —              | —              | 25     | 0      |
| 2018/19 | Waasland-Beveren     | Eerste klasse A | 2          | 0          | 0     | 0     | —              | —              | 2      | 0      |
| 2018/19 | → Plymouth Argyle FC | League One      | 12         | 1          | 0     | 0     | —              | —              | 12     | 1      |
| 2019/20 | Salford City FC      | League Two      | 18         | 0          | 9     | 1     | —              | —              | 27     | 1      |
| 2020/21 | Salford City FC      | League Two      | 20         | 0          | 5     | 0     | —              | —              | 25     | 0      |
|         | Totaal               |                 | 146        | 4          | 23    | 1     | 0              | 0              | 169    | 5      |

Bijgewerkt t/m 19 februari 2021.